# Зоневалде
Зоневалде (њем. Sonnewalde) град је у њемачкој савезној држави Бранденбург. Једно је од 33 општинска средишта округа Елбе-Елстер. Према процјени из 2010. у граду је живјело 3.529 становника. Посједује регионалну шифру (AGS) 12062469.

## Географски и демографски подаци
Зоневалде се налази у савезној држави Бранденбург у округу Елбе-Елстер. Град се налази на надморској висини од 101 метра. Површина општине износи 118,5 km². У самом граду је, према процјени из 2010. године, живјело 3.529 становника. Просјечна густина становништва износи 30 становника/km².

## Међународна сарадња
| Мјесто      | Држава    | Врста сарадње | Од    |
| ----------- | --------- | ------------- | ----- |
| Ар сир Мерт | Француска | партнерство   | 2007. |
| Извор       |           |               |       |